# La Leçon de musique (Fragonard)
Pour les articles homonymes, voir La Leçon de musique.
La Leçon de musique est un tableau de l'artiste rococo français Jean Honoré Fragonard, réalisé vers 1770. Il s'agit d'une peinture à l'huile sur toile (109 × 121 cm). Elle est conservée au Musée du Louvre à Paris depuis 1849 (donation d'Hippolyte Walferdin).

## Description
Le thème de la leçon de musique a été traité avec fréquence par les peintres hollandais, comme on peut le voir dans la Leçon de musique de Vermeer ; dans la peinture baroque, cependant, elle était habituellement représentée comme une allégorie des cinq sens.
Ici le thème s'est transformé en scène galante enveloppée dans une atmosphère de rêve amoureux : le jeune professeur de musique courtise son élève et regarde son décolleté.